# Programa Nacional de Observación de la Tierra por Satélite
O Programa Nacional de Observación de la Tierra (PNOTS) é um programa do Estado espanhol que visa o lançamento e operação de dois satélites de observação da Terra para a dupla utilização, militar e civil.